# Paranatula vincentia
Paranatula vincentia är en fjärilsart som beskrevs av William Schaus 1922. Paranatula vincentia ingår i släktet Paranatula och familjen mott. Inga underarter finns listade i Catalogue of Life.